# Associação Esportiva Skill Red
A Associação Esportiva Skill Red é um clube brasileiro de futebol feminino, sediado na cidade de Teresina, capital do estado do Piauí, fundado em 2016. Atualmente disputa o Campeonato Piauiense de Futebol Feminino de 2019.